# Eugonatonotidae
Eugonatonotidae is een familie van kreeftachtigen uit de klasse van de Malacostraca (hogere kreeftachtigen).

## Geslacht
- Eugonatonotus Schmitt, 1926